# Jens Poppowitsch
Jens Poppowitsch (* 15. September 1971 in Sonneberg) ist ein ehemaliger deutscher Fußballspieler.

## Werdegang
Poppowitsch begann im Alter von acht Jahren bei der BSG Post Sonneberg mit dem Fußball. Mit 16 Jahren wechselte er zum 1. Suhler SV 06, blieb dort ein halbes Jahr und schloss sich dann dem Nachwuchsbereich des FC Carl Zeiss Jena an. Er bestritt neun Jugendländerspiele für die Deutsche Demokratische Republik (DDR) und stand im erweiterten Jenaer Oberligaaufgebot, kam in der höchsten DDR-Spielklasse aber nicht zum Einsatz.
Er wechselte zum FSV Sömtron Sömmerda in die Amateuroberliga. Im Oktober 1991 weilte er für ein einwöchiges Probetraining beim Hamburger SV, im November 1991 spielte Poppowitsch beim VfL Osnabrück vor. Über Borussia Fulda (1992 bis 1994) wechselte der 1,70 Meter große Mittelfeldspieler 1994 gemeinsam mit Jacques Goumai von dem Oberligisten zum FC 08 Homburg in die 2. Fußball-Bundesliga. Für Homburg bestritt Poppowitsch in der Saison 1994/95 insgesamt 17 Zweitligaeinsätze. Nach dem Abstieg trat er mit der Mannschaft 1995/96 in der Regionalliga West/Südwest an.
Seine weiteren Vereine waren TSV Neuenberg (1996), SC Paderborn (1997), wieder Borussia Fulda (1997 bis 2003), SV Buchonia Flieden (2003) und erneut Borussia Fulda (2004).